# Bostrychoplites cylindricus
Bostrychoplites cylindricus là một loài bọ cánh cứng trong họ Bostrichidae. Loài này được Fahraeus miêu tả khoa học năm 1871.